# Бродски Дреновац
Бродски Дреновац (1991. Дреновац) је насељено место у саставу града Плетернице, у западној Славонији, Република Хрватска.

## Историја
До нове територијалне организације налазило се у саставу бивше велике општине Славонска Пожега.

## Становништво
На попису становништва 2011. године, Бродски Дреновац је имао 686 становника.

## Попис1991.
На попису становништва 1991. године, насељено место Дреновац је имало 905 становника, следећег националног састава:
| Попис 1991.‍  | Попис 1991.‍  | Попис 1991.‍ | Попис 1991.‍ | Попис 1991.‍ |
| ------------ | ------------ | ----------- | ----------- | ----------- |
|              |              |             |             |             |
| Хрвати       | Хрвати       |             | 881         | 97,34%      |
| Срби         | Срби         |             | 7           | 0,77%       |
| Југословени  | Југословени  |             | 1           | 0,11%       |
| Украјинци    | Украјинци    |             | 1           | 0,11%       |
| неопредељени | неопредељени |             | 1           | 0,11%       |
| непознато    | непознато    |             | 14          | 1,54%       |
| укупно: 905  |              |             |             |             |